# Rhinogobius lentiginis
Rhinogobius lentiginis är en fiskart som först beskrevs av Wu och Zheng, 1985.  Rhinogobius lentiginis ingår i släktet Rhinogobius och familjen smörbultsfiskar. Inga underarter finns listade i Catalogue of Life.